# Corbès
Corbès korábbi község Franciaországban, Gard megyében. Lakosainak száma 156 fő (2022. január 1.). Corbès Anduze és Générargues községekkel határos.
2025. január 1-jén Thoiras korábbi községgel egyesült és az így létrejött Thoiras-Corbès új község része lett.

## Népesség
A település népességének változása:
| Lakosok száma | 47   | 92   | 113  | 146  | 167  | 167  | 154  | 146  | 150  | 156  |
|               | 1968 | 1982 | 1990 | 2006 | 2013 | 2015 | 2017 | 2019 | 2020 | 2022 |